# Premio Magritte per la migliore sceneggiatura originale o adattamento
Il Premio Magritte per la migliore sceneggiatura originale o adattamento (Magritte du meilleur scénario original ou adaptation) è un premio cinematografico assegnato annualmente dall'Académie André Delvaux.

## Vincitori e candidati
I vincitori sono indicati in grassetto, a seguire gli altri candidati.

### Anni 2010-2019
- 2011: - Jaco Van Dormael - Mr. Nobody
  - Joachim Lafosse e François Pirot - Élève Libre - Lezioni private (Élève Libre)
  - Olivier Masset-Depasse - Illégal
  - Nabil Ben Yadir, Laurent Brandenbourger, con la partecipazione di Sébastien Fernandez - Les Barons
- 2012: - Michaël R. Roskam - Bullhead - La vincente ascesa di Jacky (Rundskop)
  - Philippe Blasband - Emotivi anonimi (Les Émotifs anonymes)
  - Jean-Pierre e Luc Dardenne - Il ragazzo con la bicicletta (Le Gamin au vélo)
  - Bouli Lanners e Elise Ancion - Un'estate da giganti (Les Géants)
- 2013: - Lucas Belvaux - 38 testimoni (38 témoins)
  - Joachim Lafosse, Matthieu Reynaert - À perdre la raison
  - Patrick Ridremont, Jean-Sébastien Lopez - Dead Man Talking
  - François Pirot, Maarten Loix, Jean-Benoît Ugeux - Mobile Home
- 2014: - Anne Paulicevich e Philippe Blasband - Tango Libre
  - Fien Troch - Kid
  - Peter Brosens e Jessica Woodworth - La quinta stagione (La Cinquième Saison)
  - Philippe Blasband e Sam Garbarski - Vijay - Il mio amico indiano (Vijay and I)
- 2015: - Lucas Belvaux - Sarà il mio tipo? (Pas son genre)
  - Jean-Pierre e Luc Dardenne - Due giorni, una notte (Deux jours, une nuit)
  - Yolande Moreau - Henri
  - Nabil Ben Yadir - La Marche
- 2016: - Thomas Gunzig e Jaco Van Dormael - Dio esiste e vive a Bruxelles (Le Tout Nouveau Testament)
  - Fabrice Du Welz e Vincent Tavier - The Lonely Hearts Killers (Alleluia)
  - Guillaume Malandrin e Stéphane Malandrin - Je suis mort mais j'ai des amis
  - Antoine Cuypers e Antoine Wauters - Pregiudizio(Préjudice)
- 2017: - Xavier Seron - Je me tue à le dire
  - Guillaume Senez e David Lambert - Keeper
  - Joachim Lafosse - Dopo l'amore (L'Économie du couple)
  - Bouli Lanners - Les Premiers, les Derniers
- 2018: - Philippe Van Leeuw - Insyriated
  - Lucas Belvaux - A casa nostra (Chez nous)
  - Peter Brosens e Jessica Woodworth - Un re allo sbando (King of the Belgians)
  - Stephan Streker - Un matrimonio (Noces)
- 2019: - Lukas Dhont e Angelo Tijssens - Girl
  - Olivier Meys e Maarten Loix - Bitter Flowers
  - Sam Garbarski - Bye Bye Germany (Es war einmal in Deutschland...)
  - Guillaume Senez - Le nostre battaglie (Nos batailles)

### Anni 2019-2020
- 2020: - Olivier Masset-Depasse - Doppio sospetto (Duelles)
  - Jean-Pierre e Luc Dardenne - L'età giovane (Le Jeune Ahmed)
  - Laurent Micheli - Lola (Lola vers la mer)
  - César Díaz - Nuestras madres
- 2021: sospeso a causa della Pandemia di COVID-19 in Belgio
- 2022: Ann Sirot e Raphaël Balboni - La folle vita (Une vie démente)
  - Joachim Lafosse - Les Intranquilles
  - Anne Paulicevich - Donne di mondo (Filles de joie)
  - Laura Wandel - Il patto del silenzio - Playground (Un monde)
- 2023: Lukas Dhont - Close
  - Nabil Ben Yadir e Antoine Cuypers - Animals
  - Bouli Lanners - Nessuno deve sapere (Nobody Has to Know)
  - Emmanuel Marre e Julie Lecoustre - Generazione Low Cost (Rien à foutre)
- 2024: Emmanuelle Nicot - L'amore secondo Dalva (Dalva)
  - Baloji - Augure - Ritorno alle origini (Augure)
  - Zeno Graton - Le Paradis
  - Ann Sirot e Raphaël Balboni - La sindrome degli amori passati (Le Syndrome des amours passées)
- 2025: Michiel Blanchart - La nuit se traîne
  - Jawad Rhalib, David Lambert e Chloé Léonil - Amal (Amal - Un esprit libre)
  - Xavier Seron - Chiennes de vies
  - Delphine Girard - Quitter la nuit